# El Corozo (Juan Antonio Rodríguez Domínguez)
Pour les articles homonymes, voir El Corozo et Corozo.
El Corozo est la capitale de la paroisse civile de Juan Antonio Rodríguez Domínguez de la municipalité de Barinas dans l'État de Barinas au Venezuela.